# باولو موسا
باولو موسا (بالبرتغالية: Paulo Musse‏) (11 مارس 1978 بسالفادور في البرازيل - ) هو لاعب كرة قدم برازيلي في مركز حراسة المرمى. لعب مع نادي باهيا ونادي فيتوريا ونادي ديبورتيفو داس أيفيس ونادي سي آر بي ونادي بايساندو ‏ وجمعية أرابيراكا الرياضية ونادي بوتافوغو اس بي وRio Branco Football Club ‏ وأتلتيكو يوفنتوس.

## وصلات خارجية
- باولو موسا على موقع قاعدة بيانات كرة القدم.إي يو (الإنجليزية)
- باولو موسا على موقع Soccerway.com (الإنجليزية)